# Ras J. Baraka

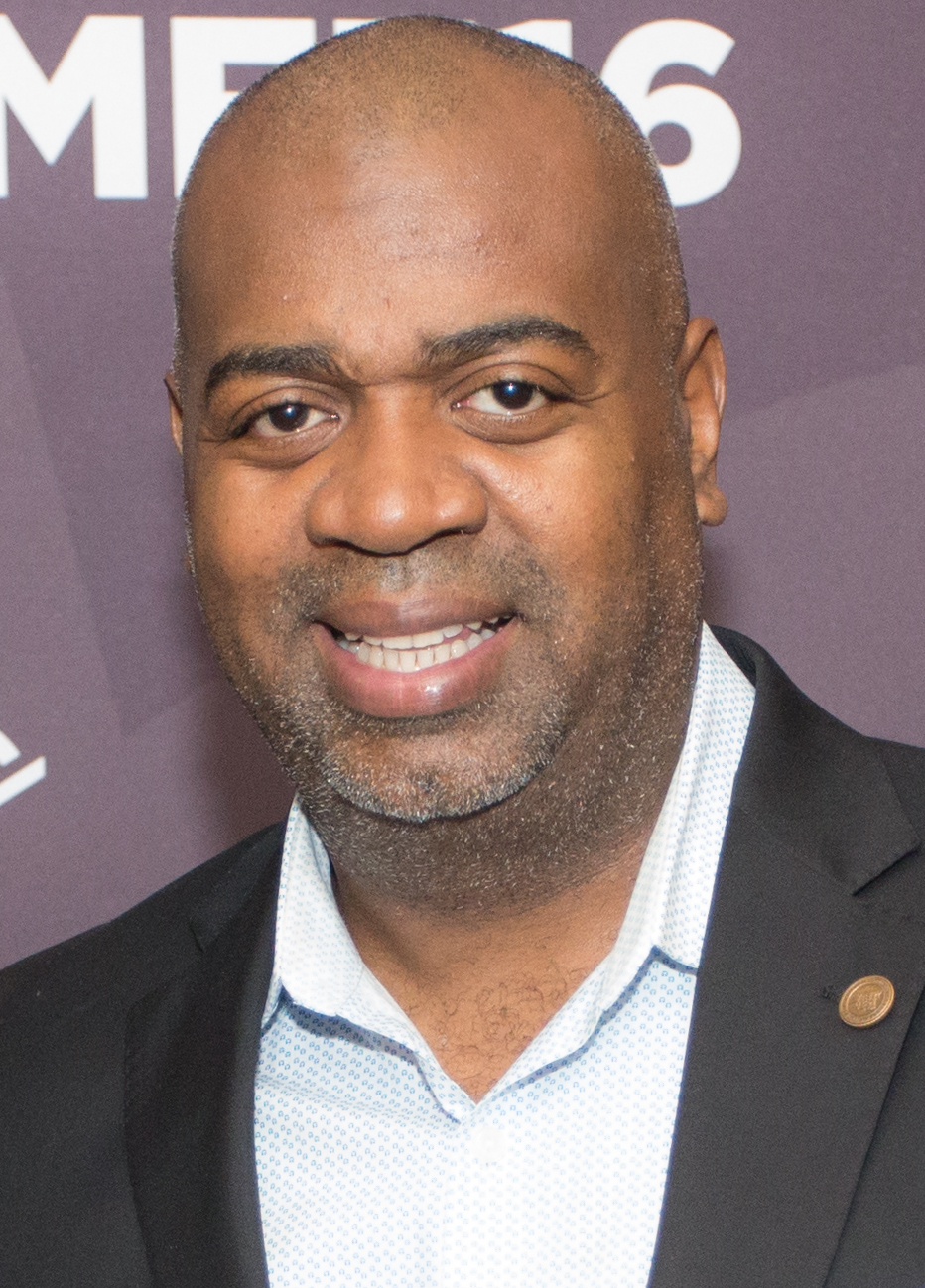
Ras J. Baraka (2016)

Ras Jua Baraka (* 9. April 1970 in Newark, New Jersey) ist ein US-amerikanischer Politiker, der seit 1. Juli 2014 das Amt des Bürgermeisters seiner Heimatstadt bekleidet.

## Leben und Karriere

### Karrierebeginn
Baraka wurde am 9. April 1970 als Sohn des US-amerikanischen Lyrikers, Dramatikers, Musikkritikers, Prosaautors und Aktivisten Amiri Baraka und dessen Ehefrau Amina, selbst eine Autorin, in Newark, der größten Stadt des US-Bundesstaates New Jersey, geboren. Seine Familie lebte zu dieser Zeit schon seit Jahrzehnten in der Stadt; auch sein 2014 verstorbener Vater wurde hier 1934 geboren. Nachdem er ausschließlich öffentliche Schulen der Newark Public Schools besucht hatte, begann er ein Studium an der Howard University in Washington, D.C. Dieses beendete er mit einem Bachelor of Arts in den Hauptfächern Politik- und Geschichtswissenschaft. Danach machte er seinen Masterabschluss in Education Supervision an der Saint Peter’s University in Jersey City, ehe er sich ab den 1990ern in der Lokalpolitik seiner Heimatstadt engagierte, während er parallel dazu als Lehrer tätig war. Zu dieser Zeit trat er auch des Öfteren als Autor in Erscheinung. So wurde etwa 1992 das Buch In the Tradition: An Anthology of Young Black Writers veröffentlicht, das er zusammen mit dem ebenfalls aus New Jersey stammenden Kevin Powell schrieb. Im Jahre 1998 wirkte Baraka als Erzähler diverser Zwischenspiele auf Lauryn Hills erstem Soloalbum The Miseducation of Lauryn Hill mit. Zu dieser Zeit arbeitete er gerade an seinem Einzug in den Gemeinderat von Newark (Municipal Council of Newark) und war Lehrer einer achten Klasse, als er von Hill einen Anruf bekam, um zu ihrem Haus nach South Orange zu kommen. In diesem Jahr veröffentlichte Baraka auch seine Debüt-Spoken-Word-CD Shorty for Mayor, auf der unter anderem Grammy-Gewinnerin und Freundin Lauryn Hill in der Single Hot Beverage in Winter zu hören war. Die CD wurde weltweit veröffentlicht; vor allem dadurch hatte er auch einen Auftritt in Russell Simmons’ Def Poetry Jam auf HBO.

### Diverse politische Ämter in der Stadtvertretung von Newark
Im Jahre 2002 wurde das bisherige Mitglied der Stadtvertretung ins Amt des stellvertretenden Bürgermeisters hinter Sharpe James, der bereits seit 1986 Bürgermeister von Newark war, gewählt. In dieser Position war er, daneben noch immer als Lehrer aktiv, bis 2005 tätig. In diesem Jahre veröffentlichte er auch eine Sammlung von Gedichten mit dem Titel Black Girls Learn Love Hard, in Gedenken an seine Schwester Shani Jones Baraka, die im August 2003 einem Gewaltverbrechen zum Opfer fiel und dabei erschossen wurde. Weiters nahm er seit der Einführung dieser Veranstaltung im Jahre 2004 an der nationalen Political Hip-Hop Convention teil, die er mitunter mitgegründet hatte und deren Vorsitzender er ist. In seine Amtszeit fielen unter anderem die Etablierung des Committee on Violence von Newark und die Tätigkeit als Hauptorganisator der Newark Ceasefire Peace Initiative im Jahre 2004, als sich die Bloods und Crips auf einen vorübergehenden Waffenstillstand einigten. Im November 2005 wurde er in den nach dem Tod von Donald Kofi Tucker vakant gewordenen Posten als Gesamtmitglied der Stadtvertretung (At-large Member of the Municipal Council of Newark)  gewählt und hatte dieses Amt von 2. November 2005 bis 1. Juli 2006 inne, ehe er durch Mildred C. Crump ersetzt wurde, die einst (1994) die erste afroamerikanische Frau war, die in die Stadtvertretung gewählt wurde. Crump ist auch heute noch (Stand: April 2016) in dieser Position tätig. Danach war Baraka von 2007 bis 2013 als Direktor der lokalen Central High School tätig und wurde in dieser Zeit als Mitglied des Municipal Council of Newark, verantwortlich für den South Ward der Stadt, gewählt. In diesem Amt, in dem er die South-Ward-Nachbarschaften bzw. -Stadtviertel Weequahic, Clinton Hill, Dayton und South Broad Valley betreute, war er schließlich von 1. Juli 2010 bis 1. Juli 2014 in einer vierjährigen Amtsperiode tätig.

### Wahl zum 40. Bürgermeister von Newark

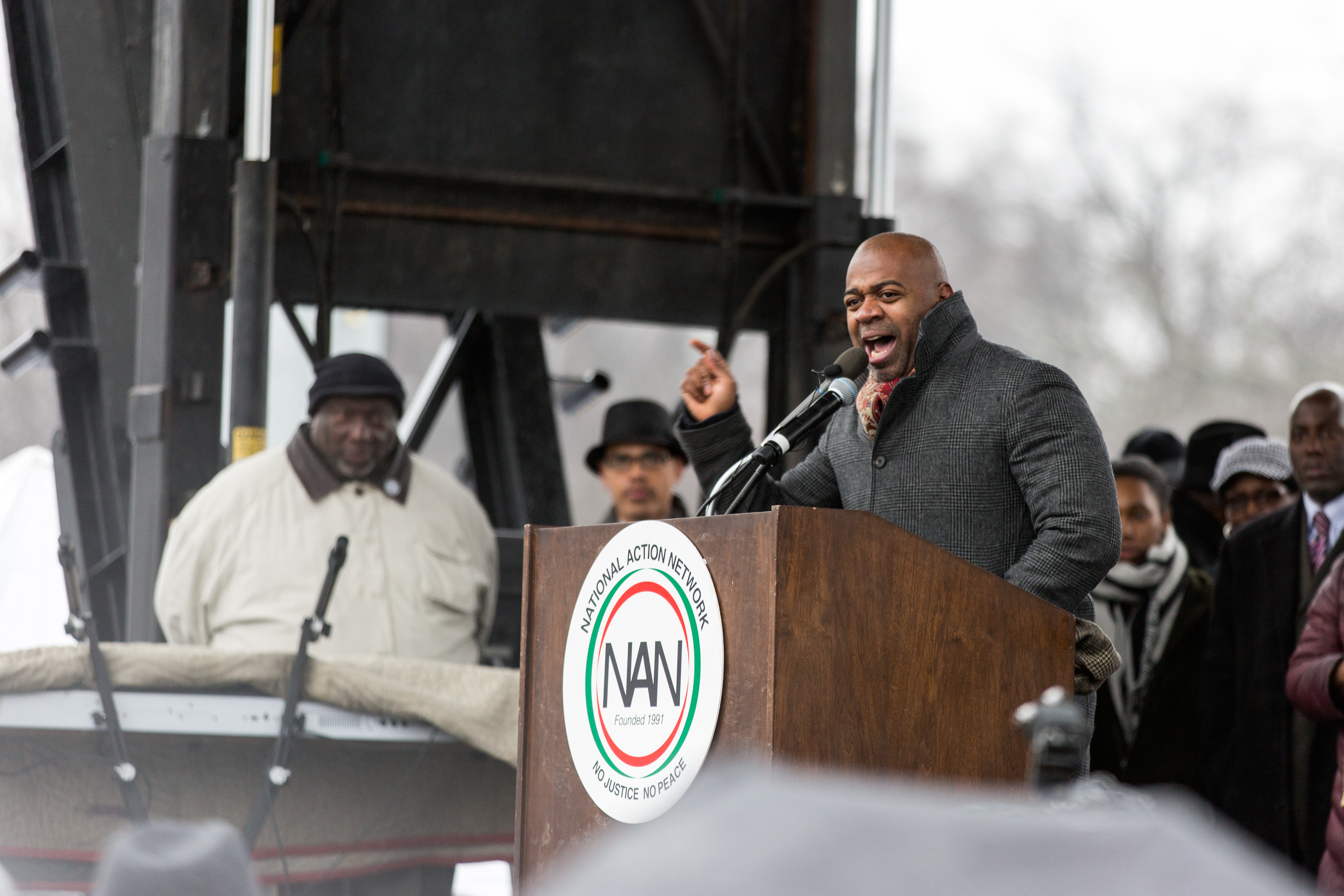
Ras J. Baraka bei einer Demonstration gegen die Präsidentschaft von Donald Trump (2017)

Im Mai 2010 führte Baraka einen Wahlkampf gegen das bisherige Mitglied der Stadtvertretung Oscar James II und den später gewählten Bürgermeister Cory Booker, der 2013 zum Senator gewählt wurde. Die Wahl bzw. vor allem der Wahlkampf wurde dabei sogar in der SundanceTV-Reality-TV-Serie Brick City dokumentiert. Weiters ist Ras J. Baraka auch im Film Street Fight, einer weiteren Dokumentation von Regisseur Marshall Curry über den Wahlkampf von Cory Booker um das Amt des Bürgermeisters von Newark, zu sehen. Nachdem er bereits im Jahre 1994 im Alter von 23 bzw. 24 Jahren für das Bürgermeisteramt kandidiert hatte, die Wahl am 10. Mai 1994 mit 8,47 % der Stimmen jedoch deutlich verloren hatte, kandidierte er 20 Jahre später erneut für das Amt des Bürgermeisters seiner Heimatstadt. Nach dem Wegfall der Bewerber Anibal Ramos, Jr. und Darrin Sharif wurde der Wahlkampf ein direktes Duell mit Shavar Jeffries, seines Zeichens ehemaliger stellvertretender Generalstaatsanwalt von New Jersey. Bereits im August 2013 gaben weitere Vertreter der Stadt wie Mildred C. Crump oder Ronald C. Rice ihre formelle Unterstützungserklärung für Baraka ab. Barakas Kandidatenliste für die Stadtvertretung beinhaltete zu diesem Zeitpunkt John Sharpe James, Sohn des ehemaligen Bürgermeisters, Mildred C. Crump, Alturrick Kenney, Patrick Council und Joe McCallum. Weiters erhielt er im Dezember 2013 eine Unterstützungserklärung der Communications Workers of America, einer großen Gewerkschaft für Arbeiter in Kommunikationsbetrieben, mit rund 2000 Angehörigen, die in Newark leben und weiteren tausenden Angehörigen, die in Newark arbeiten.
Nachdem er im Februar 2014 die Unterstützung von Ex-Gouverneur Richard Codey und von Steven Fulop, Bürgermeister von Jersey City, sowie im März 2014 eine Unterstützungserklärung von 1199SEIU United Healthcare Workers East, der größten US-amerikanischen Gewerkschaft im Gesundheitswesen, erhielt, kam es zu den entscheidenden Wahlphasen. Doch nicht jeder war Baraka bei der Wahl zum Bürgermeister friedlich gesinnt, so wurde unter anderem im Februar 2014 sein offizieller Wahlkampfbus von zwei Anhängern seines direkten Kontrahenten Shavar Jeffries in Brand gesteckt. Am 13. Mai 2014 wurde Baraka mit 24.358 zu 20.593 Stimmen zum neuen Bürgermeister von Newark gewählt, als der er am 1. Juli 2014 offiziell angelobt wurde und dabei Luis A. Quintana ablöste, der das Amt des Bürgermeisters nach der Wahl von Cory Booker in den US-Senat im Oktober 2013 interimistisch übernommen hatte. Dabei legte er für seine vierjährige Amtsperiode seinen Amtseid vor Ex-Gouverneur Richard Codey im New Jersey Performing Arts Center ab. Kurz nach seinem Wahlsieg beraumte er ein Treffen mit Cory Booker an, gefolgt von einem Treffen mit dem amtierenden Gouverneur Chris Christie und dem County Executive des Essex County, Joseph N. DiVincenzo, Jr. Am 28. Mai gab Baraka sein von Ex-Bürgermeister Kenneth A. Gibson, dem ersten afroamerikanisches Bürgermeister im Nordosten der Vereinigten Staaten, geführtes Übergangsteam mit 16 Ausschüssen bekannt, das bis zu seiner Amtseinführung am 1. Juli agieren sollte. Danach unterstützte er diverse Personen bei den Wahlen in den Gemeinderat von Newark, wobei die meisten auch die Wahlen gewannen und Sitze in der Stadtvertretung erreichten. Seinen Bruder Amiri „Middy“ Baraka, Jr. holte er unter anderem als Stabschef in sein Team.
2015 unterstützte er seinen Parteikollegen, den mexikanischstämmigen Demokraten Jesús „Chuy“ García, bei der Wahl zum Bürgermeister von Chicago, wo dieser jedoch Rahm Emanuel unterlag und mit 44,3 % der Stimmen nur Zweiter wurde. Im Laufe seiner bisherigen Karriere trat Baraka immer wieder künstlerisch in Erscheinung. So war er mehrmals Vortragender am Geraldine R. Dodge Poetry Festival, dem größten Festival dieser Art in ganz Nordamerika; 2014 kam sein Buch A Black Fire!, in Gedenken an seinen in diesem Jahr verstorbenen Vater, heraus. Zu seinen Vorbildern zählt neben seinem Vater unter anderem Marion Barry, der von 1979 bis 1991 und von 1995 bis 1999 Bürgermeister von Washington, D.C. war und ebenfalls im gleichen Jahr wie sein Vater verstarb.
Im Mai 2025 wurde Baraka bei einem Protest gegen das neu eröffnete Abschiebezentrum Delaney Hall festgenommen. Gemeinsam mit den Kongressabgeordneten LaMonica McIver, Bonnie Watson Coleman und Robert Menendez Jr. wollte Baraka die Einrichtung inspizieren, wurde jedoch von Beamten der Einwanderungsbehörde ICE daran gehindert. Auf dem Parkplatz des Gefängnisses kam es zu einer Konfrontation, in deren Verlauf Baraka wegen angeblichen Hausfriedensbruchs festgenommen wurde. Er wurde noch am selben Tag wieder freigelassen und wies die Vorwürfe zurück. Die Protestaktion richtete sich gegen die Nutzung des Zentrums im Rahmen der verschärften Abschiebepolitik der Trump-Regierung, die vorsieht, bis zu 1000 Migranten gleichzeitig in Delaney Hall zu inhaftieren.
Ras J. Baraka ist verheiratet und Vater von drei Töchtern.